# Auguste Tholance
Auguste Eugène Ludovic Tholance (* 16. Juli 1878 in Vals, Haute-Loire; † 15. Juni 1938 in Nizza) war ein französischer Kolonialverwalter in Indochina, zuletzt im Rang eines Gouverneur des Colonies.
Er war ab November 1900 in Indochina im Einsatz und durchlief hier in verschiedenen Behörden eine typische Kolonialbeamten-Laufbahn. Ab 1921 war er Leiter der Inspection des affaires politiques et administratives (APA) der Kolonie Cochinchina (des südlichsten Landesteils). Im April 1922 wurde er für seine geleisteten Dienste zum Ritter der Ehrenlegion ernannt. Von Mai bis Dezember 1924 leitete er geschäftsführend die Regierung der Kolonie in Vertretung von Gouverneur Maurice Cognacq. In der Folgezeit amtierte er als Präsident des Stadtrates (commission municipale) von Saigon. Nach dem Ende von Blanchard de la Brosses Amtszeit wurde er dann interimsweise bis zum Eintreffen des ernannten Nachfolgers Krautheimer von Januar bis Anfang März 1929 selbst Gouverneur Cochinchinas (wobei es auch abweichende Angaben gibt, nach denen das Amt in dieser Zeit von Eutrope ausgeübt wurde).
Im folgenden Jahr wechselte Tholance in den Norden und wurde Bürgermeister von Hanoi sowie Direktor der Bildungsbehörde. Bereits im November 1930, nach nur wenigen Monaten im Amt, folgte die nächste Beförderung, die ihn zum Résident supérieur des Protektorats Tonkin (des nördlichsten Landesteils) machte. Zunächst nur als Interimskandidat vorgesehen, sollte er das Amt letzten Endes sechseinhalb Jahre ausüben. 
Politisch stand Tholance den französischen Siedlern (colons) nahe und vertrat wie diese meist deutlich konservative und rechtsgerichtete Positionen. So lehnte er etwa gemischte Ehen ab, insbesondere wenn die Frau Französin war. Im Bildungsbereich setzte er auf eine räumliche und inhaltliche Segregation, was faktisch bedeutete, dass er den Vietnamesen den Besuch der weiterführenden Schulen (Lycées) verbot. Die Vietnamesen waren für ihn ein reines Reisbauern- und Arbeiter-Volk; in gebildeten Einheimischen sah er daher primär Unruhestifter und potentielle Revolutionäre. Seine reaktionären Ansichten brachten ihn wiederholt mit progressiveren Generalgouverneuren wie Pierre Pasquier in Konflikt, sichertem ihm aber zuverlässig die Unterstützung der konservativen Kolonialpresse.
Im Frühjahr 1937 gab Tholance sein Amt auf – Nachfolger wurde Chatel – und kehrte ins französische Mutterland zurück. Er starb ein Jahr später im Alter von 59 Jahren.